# Guillaume IV (évêque de Béziers)
Pour les articles homonymes, voir Guillaume IV.
Guillaume IV de Rocozels ou de Roquessels (date de naissance inconnue - 1205) est un évêque de Béziers.

## Biographie
(la):Guillelmus de Rocosello
Pour certains auteurs, il est issu d'une ancienne famille féodale de Septimanie, les Rocozels dont l'existence dans ce fief est attestée en 1025. Leur château, dont il ne subsiste que la chapelle du XIIe siècle, se dressait au sommet de l'actuel hameau de Rocozels sur la commune de Ceilhes-et-Rocozels, dans la haute vallée de l'Orb (Hérault). Au Moyen Âge, cette famille donna deux évêques. Le premier fut Guillaume IV de Rocozels, évêque de Béziers de 1198 à 1205. En 1204, le pape Innocent III envoya des légats auprès de l'évêque de Béziers pour lui demander de les aider à convaincre le comte de Toulouse Raymond VI d'éliminer les hérétiques cathares du Languedoc. Ayant refusé, Guillaume de Rocozels fut assassiné par un partisan du pape. Ancien chanoine du prieuré de Notre-Dame de Cassan, il fut inhumé dans la galerie du cloitre de ce  monastère. La plaque portant son épitaphe se trouve au Musée de Béziers.
Pour d'autres, il est en fait originaire de Roquessels. Dans ce cas, il n'aurait aucun lien de parenté avec l'évêque de Lodève, Raymond III de Rocozels.
Il ne semble pas s'agir du second fils de Frotard de Rocozels et de sa femme Raymonde mentionné en 1157 qui est également prénommé Guillaume et qui avait pour frère aîné Frotard de Rocozels, connu quant à lui comme un des commandeurs de l'ordre du Temple dans la région héraultaise,. Ce Guillaume de Rocozels, fils de Frotard confirma une donation aux templiers en 1195 en tant que seigneur de Rocozels et parait toujours vivant en 1215.